# Диазотипия

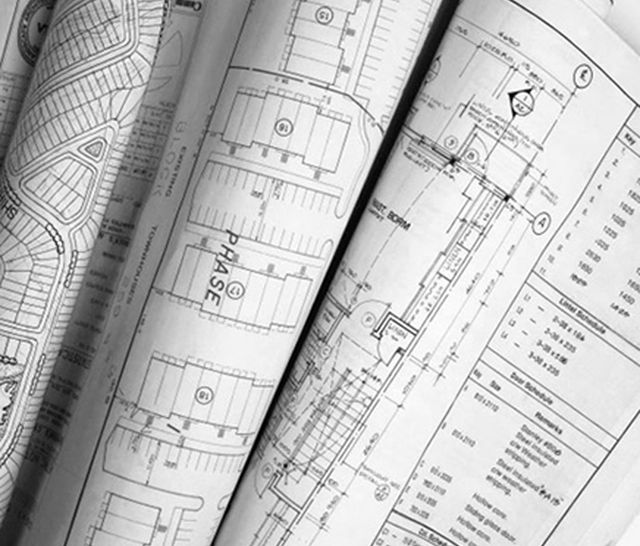
Отпечатки, полученные с использованием диазотипии

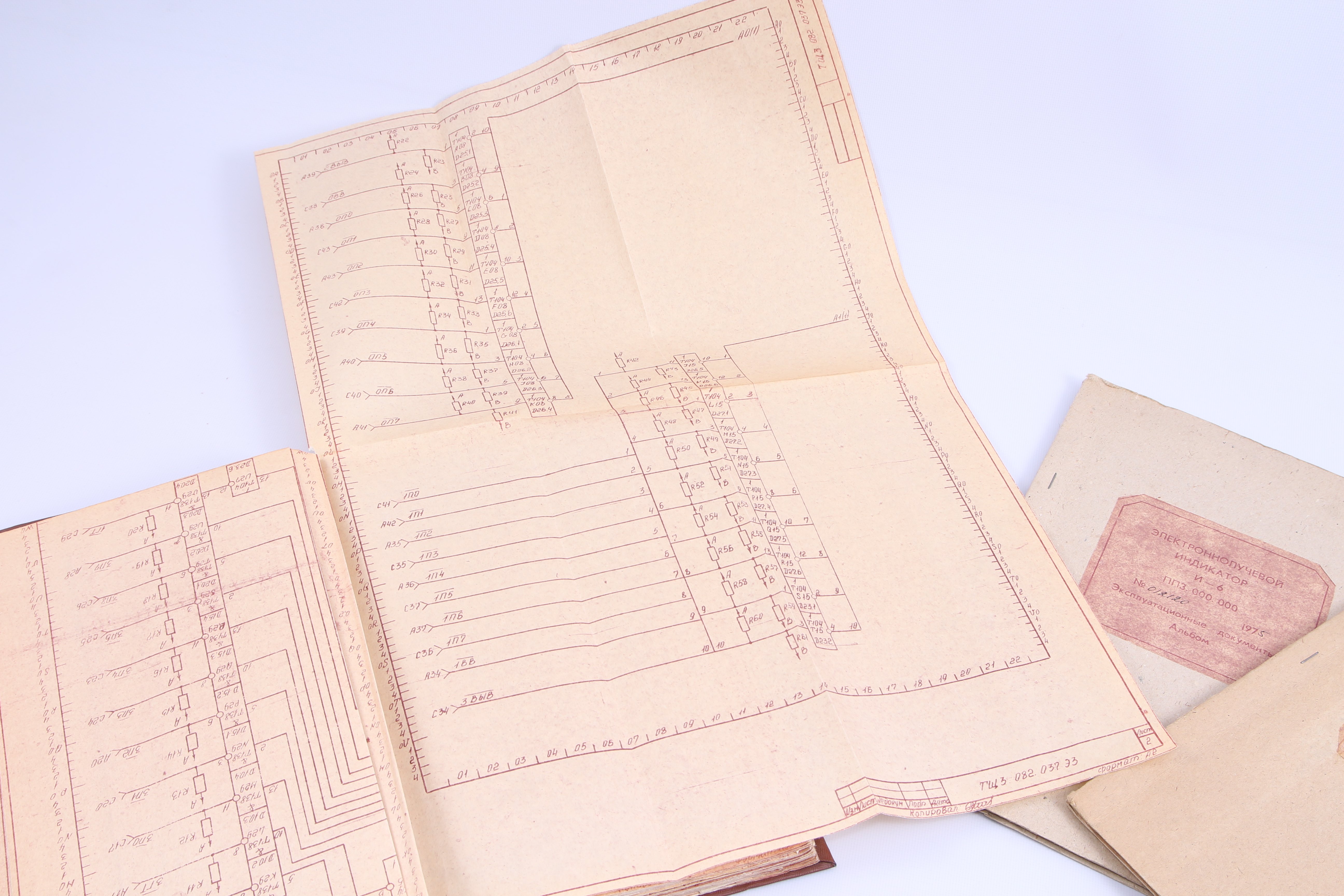
Копии чертежей в альбоме документации полученные по процессу диазотипии. Наклейка на альбоме также выполнена по этому техпроцессу, но обладает меньшей контрастностью. Малые тиражи документации часто выполнялись заводом самостоятельно по процессу диазотипии, без обращения в типографию.

Диазотипия, диазография — бессеребряный фотографический процесс, основанный на светочувствительности солей диазония, разрушающихся под действием света. Диазотипный процесс является прямопозитивным, то есть с позитивного изображения сразу же получается позитив. Диазотипные фотоматериалы обладают невысокой светочувствительностью и плохо воспроизводят полутоновое изображение, поэтому получили распространение для копирования документации.
С распространением ксерокопирования диазотипия практически полностью вытеснена с рынка документооборота, но продолжает использоваться для нанесения логотипов на металлические поверхности.

## Описание технологии
Первая диазотипная фотобумага для светокопирования была выпущена в Германии в 1923 году.
Диазотипные фотоматериалы могут быть трёх видов: с мокрым (однокомпонентные) или сухим (двухкомпонентные) проявлением, а также проявляемые нагреванием. В последнем случае фотоматериал содержит все необходимые для проявления компоненты в светочувствительном слое, а видимое изображение появляется после нагрева до 180° C. Этот тип получил название термодиазобумаги.
Оригинал, выполненный на полупрозрачной кальке, помещается между источником света и носителем (диазобумагой), на которую выполняется контактная печать. Процесс копирования проводится в специальных рамах или светокопировальных аппаратах с мощными ртутно-кварцевыми лампами ультрафиолетового излучения. 
Экспонированная двухкомпонентная диазобумага с сухим проявлением обрабатывается в вытяжных шкафах парами аммиака. Однокомпонентные диазобумаги проявляются мокрым способом путём нанесения специальным капиллярным валом щелочного раствора смеси азосоставляющих. На участках, не подвергавшихся действию света, в процессе проявления образуются азокрасители. Получаемая в результате процесса копия чертежа в повседневной речи инженеров, архитекторов и чертёжников имела название синька, полученное из-за цвета фона предыдущей версии техпроцесса, цианотипии. Когда позже химические процессы были изменены и цвет фона изменился, в России название синька сохранилось как традиция, хотя в англоговорящих странах название изменилось с Blueprint на Whiteprint.